# Sainte-Rose-de-Lima (Guyane)
Sainte-Rose-de-Lima est un village d’amérindiens Lokono de la commune de Matoury en Guyane. Le village est situé sur la RN2 à proximité de l'Aéroport international Félix-Éboué. Il s’agit du plus grand peuplement de Lokonos du territoire.

## Histoire
En 1951, des Lokonos en provenance du Suriname ont commencé à migrer vers la Guyane française principalement pour des raisons économiques. Les principaux villages d'origine étaient Alfonsdorp près du fleuve Maroni, et Matta dans le district de Para. Au début, ils se sont installés dans le village Lokono existant de Balaté près de  Saint-Laurent-du-Maroni. Plus tard, certains ont migré vers Iracoubo et Cayenne, s'installant souvent parmi les Kali'nas. 
Le 13 avril 1969, un petit avion transportant quatre personnes décolle de l'Aéroport international Félix Éboué par mauvais temps. Il a heurté la cime des arbres et s'est écrasé dans la forêt tropicale. Il n'y a eu aucun survivant. Afin de prévenir de futurs accidents, la forêt tropicale devant le fugitif a été défrichée. En 1971, les Lokono créèrent une colonie dans la zone défrichée. A l'origine, il s'appelait "CD5" du nom de la route qui longeait le village. L'Église catholique a construit une mission dans le village. En 1980, le curé de Matoury, propose de renommer le village « Sainte-Rose-de-Lima » d'après Rose de Lima.
Sainte-Rose-de-Lima a désormais accès à l'eau potable et à l'électricité. Les terres sont légalement la propriété de la tribu, et le gouvernement tribal est reconnu par la Guyane. Cependant, la commune de Matoury refuse les permis de construire. invoquant des problèmes de sécurité et de bruit. D'autres bidonvilles, principalement peuplés de Bushinenge Surinamais et de Brésiliens, ont été construits à côté de Sainte-Rose-de- Lima. En 2020, l'INSEE dénombrait cinq bidonvilles sur la commune.
En 2008, la Fédération des Lokono de Guyane a été créée et a son siège à Sainte-Rose-de-Lima. En 1993, les Lokono s'étaient vu attribuer quatre hectares de terres communales ( ZDUC). En 2017, le terrain a été vendu de manière controversée à une société minière. En 2017, Sainte-Rose-de-Lima a accueilli le Grand Village, la réunion de tous les chefs de tribus amérindiennes de Guyane française. En juin 2020, le village s'est auto-isolé pendant la Pandémie de Covid-19.